# Jessica Brouillette
Jessica Lise Brouillette (ur. 12 czerwca 1995) – kanadyjska zapaśniczka walcząca w stylu wolnym. Zajęła trzynaste miejsce na mistrzostwach świata w 2018. Wicemistrzyni panamerykańska w 2019; trzecia w 2020. Brązowa medalistka akademickich mistrzostw świata w 2016. Triumfatorka igrzysk frankofońskich w 2017. Zajęła piąte miejsce w Pucharze Świata w 2018 roku. 
Zawodniczka Brock University w St. Catharines.